# Ernst Tandefelt
Knut Ernst Robert Tandefelt, född 10 mars 1876 i Sysmä, död 3 maj 1948 i Sibbo, var en finländsk affärsman och aktivist. Han är bäst känd för mordet på inrikesminister Heikki Ritavuori 1922. Tandefelt uppgav att han inte agerat ensam, men någon komplott kunde inte styrkas. Tandefelts farfars syssling Otto Johan Tandefelt var en av dem som lagfördes för mordet på Axel von Fersen.
Tandefelt, som hade skjutit det dödande skottet, uppgav att han baserat på tidningsartiklar, särskilt Hufvudstadsbladets information som stödde svenska aktivister, hade dragit slutsatsen att Ritavuori verkligen var en fara för landet, och trodde att det var nödvändigt att eliminera Ritavuori. I domstol sade Tandefelt att han hade agerat ensam, och han dömdes från början till livstids fängelse. Tandefelt överklagade och ändrade sin taktik och hävdade då att han var utvecklingsstörd. Så småningom dömdes han till 12 års arbete i tukthus.
Senare gick Tandefelt ut med att flera personer, däribland apotekare Oskar Jansson och generallöjtnant Paul von Gerich, skulle ha varit inblandade i planeringen av mordet. En utredning, som utfördes av justitiekanslern mellan 1927 och 1930, resulterade inte i några bevis som skulle ha orsakat ytterligare åtgärder i ärendet.
Mordet är hittills det enda som skett på en statlig företrädare av det självständiga Finland.